# SMS Viribus Unitis
«Вірібус Унітіс» (нім. SMS Viribus Unitis) — перший бойовий корабель ВМС Австро-Угорщини нового класу, до якого належали лінкори «Теґеттгофф», «Принц Євген», «Сент Іштван». За його назву вибрали особистий девіз цісаря Франца Йосифа І «Спільними силами».
Через хворобу імператора при спуску на воду лінкора його представляв наступник престолу архикнязь Франц Фердинанд Габсбург, тіло якого після вбивства у Сараєві перевезли наприкінці червня 1914 на кораблі з Меткович до Трієсту.

## Історія

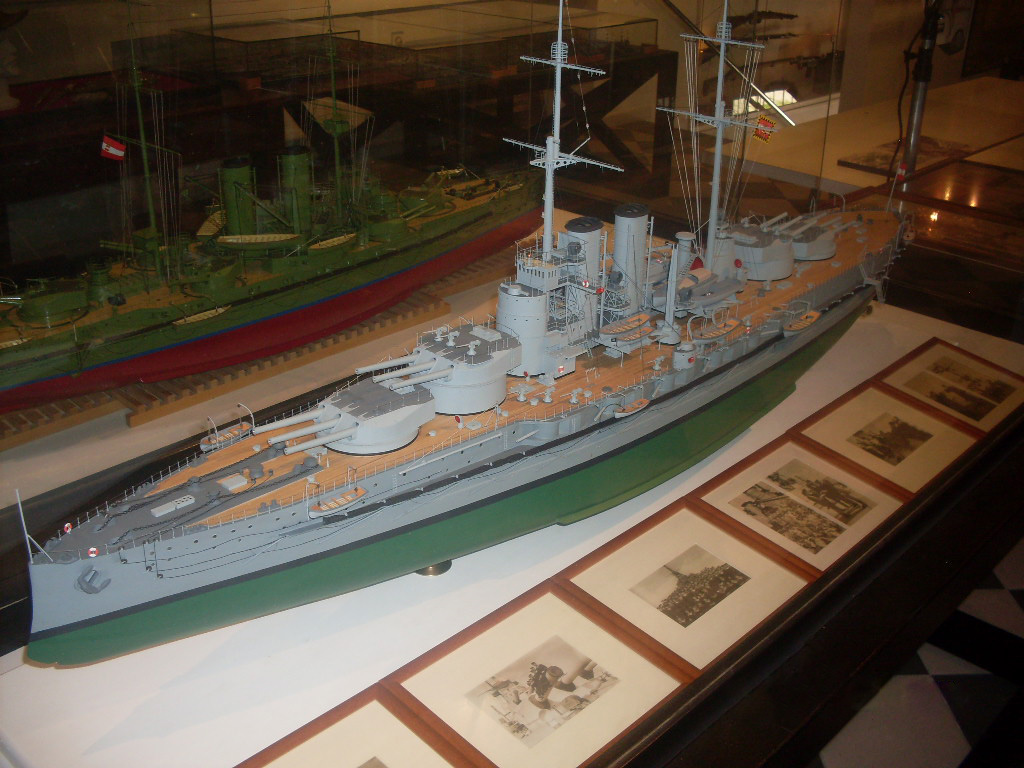
Модель лінкора в морському музеї Відня

У 1907 начальник військово-морської секції Генерального штабу контрадмірал Рудольф Монтекукколі замовив будівництво двох лінкорів під приводом імовірного закриття верфі через відсутність значних замовлень. Замовлення було здійснено без згоди парламенту задля економії часу, що змусило уряд для виділити кошти, але Монтекукколі відправили у відставку. Перший лінкор заклали 24 липня 1910 року. За проектом генерального інженера Зігфріда Поппера протягом 25 місяців 2000 робітників збудували лінкор, який вартував 82 мільйони золотих корон.
Лінкори цього класу були дещо меншими від дренгоутів інших держав по водотоннажності, але несли дванадцять 30,5 мм гармат фірми «Шкода», що по якості, дальності стрільби, прицільності перевершували немало гармат інших держав. Зокрема перевершували по кількості гармат модерні німецькі лінкори класу Кьоніг (König-Klasse). Лінкор «Вірібус Унітіс» першим у світі мав артилерію головного калібру у 4 тригарматних баштах.
Під час Першої світової війни лінкори класу «Вірібус Унітіс» майже не виходили з бази у Пулі через відсутність ворожої загрози. Лише у червні 1918 взяв участь у невдалому поході до проливу Отранто.
Разом з рештою кораблів 31 жовтня 1918 лінкор за розпорядженням імператора Карла І був переданий віцеадміралом Горті новоствореному Королівству Словенців, Хорватів, Сербів (Югославії), без якого Австрія втратила вихід до моря. Командир лінкору Янко Вукович-Подкапельський став командуючим флотом королівства, проголосив нейтралітет, але і цьому спротивилась Італія. Вже 1 листопада 1918 два італійські бойові плавці Рафаеллі Роззетті і Рафаеллі Паолучі прикріпили до корпусу міни, які вибухнули зранку. Загинуло 400 членів екіпажу разом з командуючим флотом. На згадку про перемогу італійців у війні якорі лінкору «Вірібус Унітіс» знаходяться в морських музеях Венеції, Риму, монументу в Бріндізі, де знаходиться одна з гармат лінкору.